# Оливер, Перси
Персивал Коул (Перси) Оливер (англ. Percival Cole  (Percy) Oliver; 1 апреля 1919, Перт — 9 июля 2011, Перт) — австралийский пловец. Участник летних Олимпийских игр 1936 года.

## Биография
Перси Оливер родился 1 апреля 1919 года в австралийском городе Перт.
Выступал в соревнованиях по плаванию за клуб из Перта. 13 раз становился чемпионом Австралии в плавании вольным стилем и на спине.
В 1936 году вошёл в состав сборной Австралии на летних Олимпийских играх в Берлине. На дистанции 100 метров на спине в четвертьфинале занял 2-е место с результатом 1 минута 10,2 секунды, в полуфинале занял 3-е место (1.09,4), в финале — последнее, 8-е (1.10,7), уступив 4,8 секунды завоевавшему золото Адольфу Киферу из США.
В 1938 году на Играх Британской империи в Сиднее завоевал две медали: золотую на дистанции 110 ярдов на спине и бронзовую в составе сборной Австралии в эстафете комплексным плаванием 3х110 ярдов вместе с Эрнестом Хоббсом и Биллом Флемингом.
По окончании выступлений работал учителем в старшей школе Маунт-Лоули и школьным администратором. Увлекался парусным спортом.
Умер 9 июля 2011 года в Перте, будучи к этому моменту старейшим олимпийцем штата Западная Австралия. Похоронен 15 июля 2011 года на кладбище Карракатта в окрестностях Перта.